# Cá vàng mắt lồi

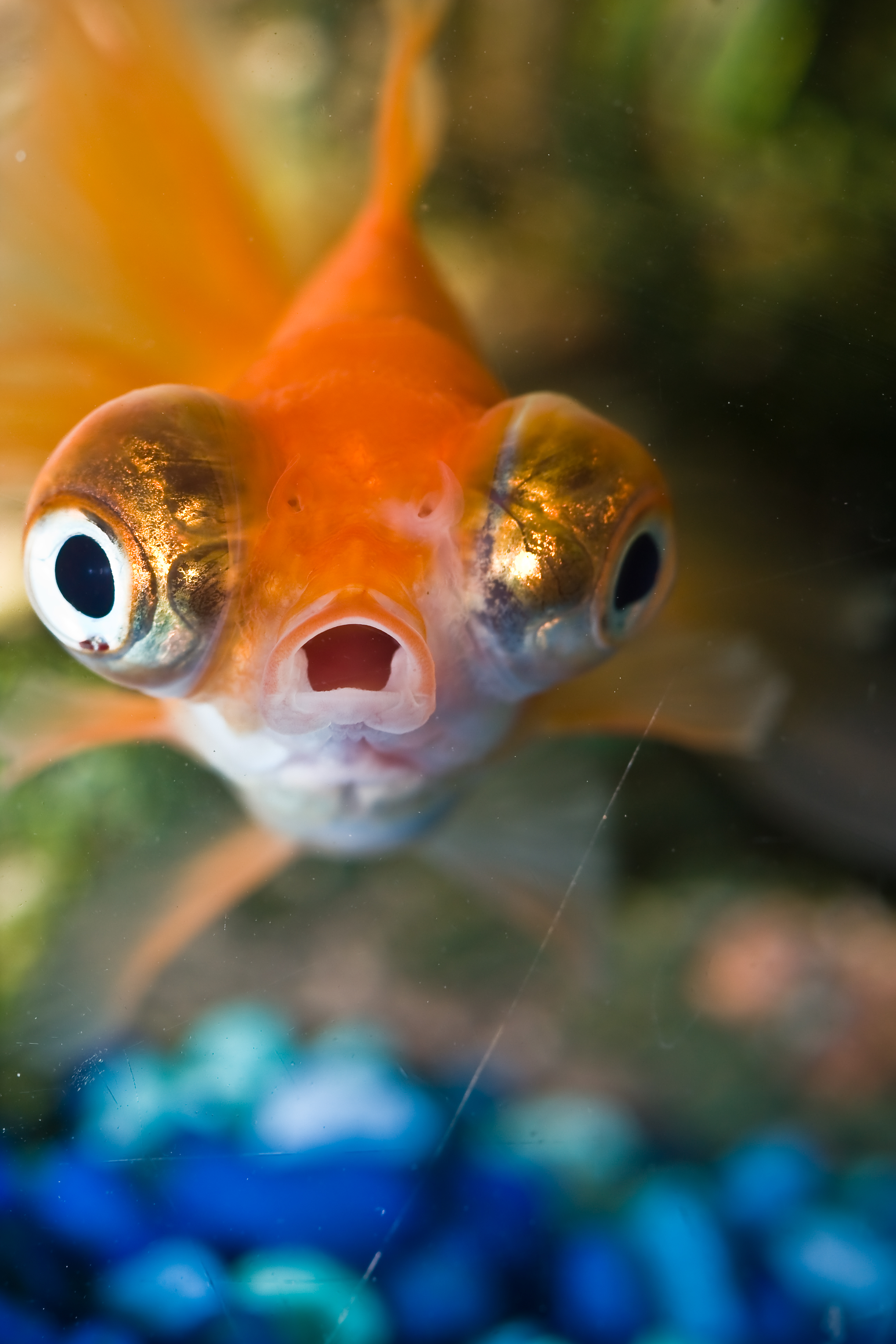
Một con cá vàng mắt lồi

Cá vàng mắt lồi (tên tiếng Anh: Telescope Goldfish) hay còn gọi là Cá mắt kính viễn vọng (tiếng Nhật: Demekin) là một giống cá vàng có nguồn gốc từ Trung Quốc và Nhật Bản. Giống cá này có đôi mắt lớn độc đáo và rất sặc sỡ với nhiều màu sắc khác nhau như đỏ, đỏ pha trắng, đen hay nâu. Mặc dù mắt chúng to như vậy nhưng tầm nhìn kém và được khuyến cáo là không nên nuôi chung với các loài khác trong cùng một bể.

## Đặc điểm
Telescope có cơ thể dạng trứng với mắt to. Mắt có dạng vòm và mở rộng ở phần dưới. Khi mới nở Telescope có mắt bình thường. Một tháng sau khi nở, mắt chúng bắt đầu phát triển lồi ra, sự phát triển này mất khoảng 3 tháng. Kích thước chiều dài cơ thể là 8 cm. Mắt to, lồi và đối xứng. Đồng tử của mắt phải theo phương nằm ngang và hướng lên trên, mắt Telescope không cùng dạng với Broadtail Moor, chúng có dạng chóp cụt chứ không hình cầu, Telescope khác với cá vàng hướng thiên (Celestial) ở điểm đôi mắt của chúng hướng lên trên.
Chiều cao cơ thể > 2/3 chiều dài. Vây đuôi dài ¾ so với chiều dài cơ thể. Một đặc tính khác của Telescope là vây lưng dạng đơn trong khi những vây khác theo từng cặp. Chúng có màu sắc gồm đen, cam, trắng, đen và trắng, đỏ và trắng, đốm và 3 màu (đen, đỏ, trắng). Rất hiếm gặp màu nâu chocolate hoặc vẩy màu xanh. Cá lanh lợi, màu sắc tươi sáng và vây lưng phải dựng thẳng..Vây đuôi phân chia rõ và phần đuôi chẻ ra đến ¼-3/8 chiều dài vây. Màu sắc lan đến các vây. Tuổi thọ từ 15-20 năm.

## Tập tính

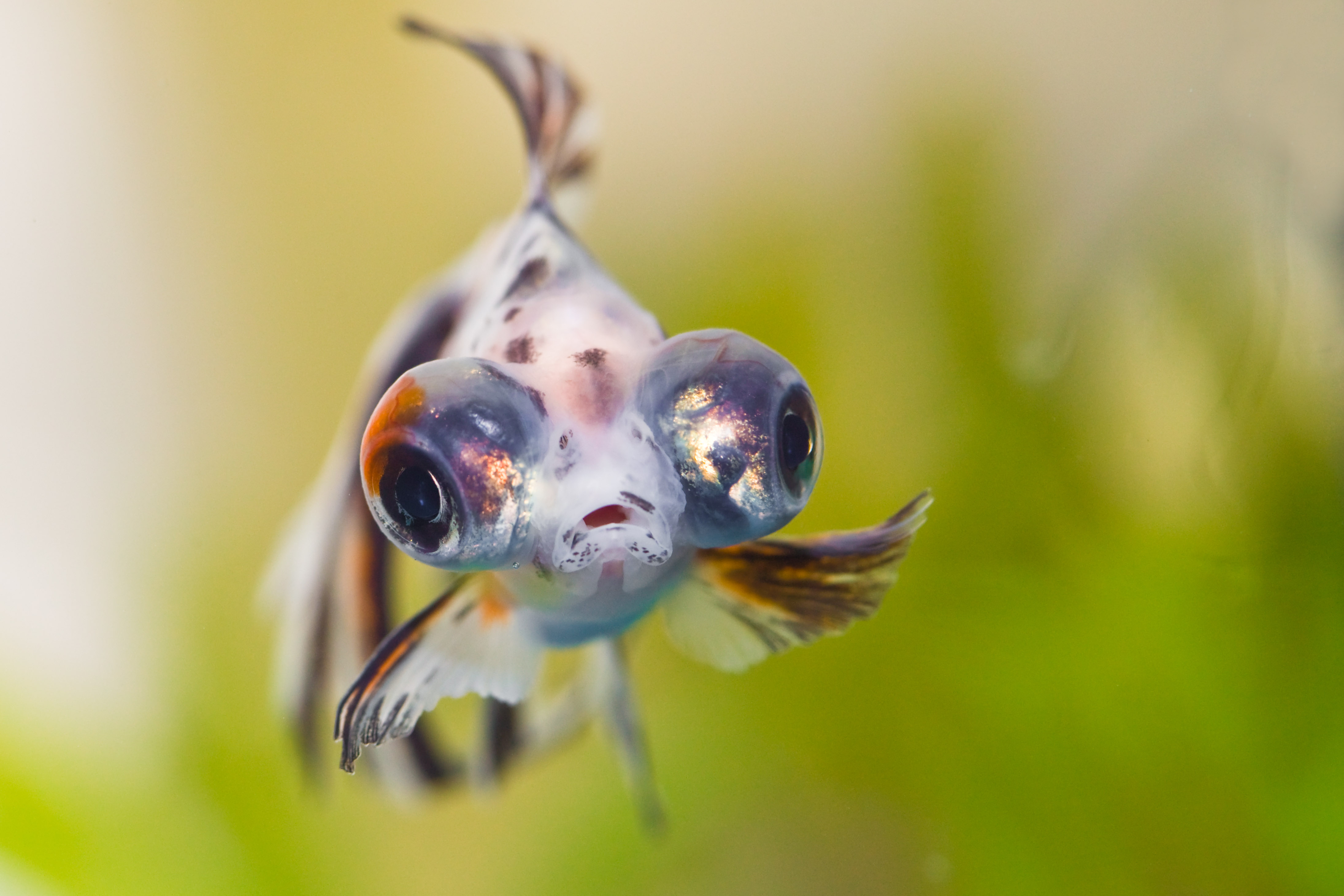
Cá mắt lồi

Cá Telescope cần ít nhất 150l nước. Nhiệt độ: 18-23 °C, nên để ánh sáng cao. Điều kiện nước: duy trì ở pH 6,5-7,5 và dH 4-20. Tầng sống của chúng là ở tầng giữa. Tránh để những vật nhọn hoặc cây nhựa vào hồ có thể làm tổn thương mắt của cá. Ngoài ra, nên quấn miếng bọt biển xung quanh máy lọc để tránh làm tổn thương mắt của nó vì mắt chúng lồi ra.
Thức ăn của chúng là rau (rau diếp, dưa leo), thức ăn sống (trùn). Lượng protein trong khẩu phần ăn nên ở mức 30%. Telescope chỉ có thể nhìn thấy thức ăn trong một góc độ nào đó, vì thế nên cho thức ăn từ từ vào cùng một vị trí. Telescope thuộc loại đẻ trứng rải rác và có quá trình ve vãn thấy rõ. Vì thế, chúng được cho sinh sản dễ dàng. Cá đẻ trên 1000 trứng và nở sau 5-6 ngày.